# Griselda Pollock
Griselda Pollock (Bloemfontein, Sud-àfrica 11 de març de 1949) és una historiadora de l'art britànica, teòrica visual i analista cultural, i acadèmica internacional d'estudis feministes postcolonials en les arts visuals, nascuda a Sud-àfrica i educada al Canadà. És la historiadora de l'art feminista més important i respectada en el món del segle XXI.
Des de 1977, Pollock ha estat una de les estudioses més influents de l'art modern, avantguardista, l'art postmodern i l'art contemporani. La seva influència també destaca en la teoria feminista, la història de l'art feminista i els estudis de gènere.

## Trajectòria professional
Després de ser professora al Canterbury College of Art, a la Universitat de Reading, i a la Universitat de Manchester, va ser nomenada professora titular de la Universitat de Leeds (Anglaterra) el 1986 i directora del Centre CATH (Centre for Cultural Analysis, Theory & History) de la mateixa universitat des del 2001, on és coneguda per la seva innovació teòrica i metodològica, combinada amb lectures d'història i art contemporani, cinema i teoria cultural.
Griselda Pollock és apreciada pel seu punt de vista innovador dins de la teoria de l'art feminista, els estudis culturals i el món de la història de l'art. Els seus treballs desafien els models canònics de la història de l'art que tradicionalment han exclòs el rol de la dona dins l'art. Alhora, també explora les estructures socials que resulten d'aquesta exclusió. Ella s'endinsa en les interaccions de les categories socials del gènere, classe o ètnia per determinar quina relació guarden entre ells, amb la psicoanàlisi i l'art. Així doncs, el seu treball s'acosta a posicions de teòrics culturals com Michel Foucault.
Alhora, també és coneguda per la seva recerca al voltant d'artistes com Jean-François Millet, Vincent van Gogh, Mary Cassatt, Bracha L. Ettinger, Eva Hesse, Charlotte Salomon, Alina Szapocznikow, Lubaina Himid, Sutapa Biswas, Christine Taylor Patten, Louise Bourgeois, Anna Maria Maiolino i Vera Frenkel.

## Reconeixements
Al 2020 s'atorgà a Griselda Pollock el Premi Holberg per les seves contribucions innovadores a la història de l'art feminista i als estudis culturals.

## Publicacions
Ha publicat més de 25 llibres i 200 articles i assaigs, entre els quals:
- Millet, Londres: Oresko Books, 1977.
- (with Fred Orton) Vincent van Gogh: Artist of his Time, Oxford: Phaidon Press, 1978; US-ed.: E. P. Dutton  ISBN 0-7148-1883-6. Editat i tornat a publicar a: Orton & Pollock 1996, pp. 3–51.
- (with Fred Orton) "Les Données Bretonnantes: La Prairie de Représentation", a: Art History III/3, 1980, pp. 314–344. Reimprès a: Orton & Pollock 1996, pp. 53–88.
- Mary Cassatt, Londres: Jupiter Books, 1980.
- "Artists mythologies and media genius, madness and art history", a: Screen XXI/3, 1980, pp. 57–96
- Vincent van Gogh in zijn Hollandse jaren: Kijk op stad en land door Van Gogh en zijn tijdgenoten 1870–1890, exh. cat. Amsterdam, Rijksmuseum Vincent van Gogh, 1980/1981 (no ISBN)
- Old Mistresses; Women, Art and Ideology, Londres: Routledge & Kegan (Griselda Pollock amb Rozsika Parker), 1981. Reissued by I.B. Tauris in 2013.
- (amb Fred Orton) "Cloisonism?", a: Art History V/3, 1982, pp. 341–348. Reimprès a: Orton & Pollock, 1996, pp. 115–124.
- The Journals of Marie Bashkirtseff, Londres: Virago (novament introduït amb Rozsika Parker), 1985.
- Framing Feminism: Art & the Women' s Movement 1970–85 (Griselda Pollock amb Rozsika Parker), 1987.
- Vision and Difference: [Femininity, Feminism, and Histories of Art], Londres: Routledge, and Nova York: Methuen, 1987.
- "Inscriptions in the Feminine". a Catherine de Zegher (ed.), Inside the Visible. MIT, 1996. 67–87.
- Agency and the Avant-Garde: Studies in Authorship and History by Way of Van Gogh, a Block 1989/15, pp. 5–15. Reimprès a: Orton & Pollock 1996, pp. 315–342.
- "Oeuvres Autistes." a: Versus 3, 1994, pp. 14–18.
- (Editat amb Richard Kendall)Dealing with Degas: Representations of Women and the Politics of Vision. Londres: Pandora Books, 1992.
- Avant-Garde Gambits: Gender and the Colour of Art History, Londres: Thames and Hudson, 1993.
- (Ed), Generations and Geographies: Critical Theories and Critical Practices in Feminism and the Visual Arts, Routledge, 1996. ISBN 0-415-14128-1
- (amb Fred Orton) Avant-Gardes and Partisans Reviewed, Manchester University Press, 1996. ISBN 0-7190-4398-0
- The Ambivalence of Pleasure, Getty Art History Oral Documentation Project, entrevista feta per Richard Cándida Smith, Getty Research Institute, 1997.
- Mary Cassatt Painter of Modern Women, Londres: Thames & Hudson: World of Art, 1998.
- (Editat amb Richard Thomson), On not seeing Provence: Van Gogh and the landscape of consolation, 1888–1889, a: Framing France: The representation of landscape in France, 1870–1914, Manchester University Press, 1998, pp. 81–118  ISBN 0-7190-4935-0
- Aesthetics. Politics. Ethics Julia Kristeva 1966–96, Special Issue Guest Edited parallax, no. 8, 1998.
- Differencing the Canon: Feminism and the Histories of Art, Londres: Routledge, 1999.
- Looking Back to the Future: Essays by Griselda Pollock from the 1990s, Nova York: G&B New Arts, 2000. ISBN 90-5701-132-8.
- (Editat amb Valerie Mainz), Work and the Image, 2 vols. Londres: Ashgate Press, 2000.
- Vision and Difference: Feminism, Femininity and the Histories of Art (Capítol 1: Feminist interventions in the histories of art: an introduction, Capítol 3: Modernity and the spaces of femininity), Routledge Classics, 2003.
- (Editat), Psychoanalysis and the Image, Boston i Oxford: Blackwell, 2006. ISBN 1-4051-3461-5
- A Very Long Engagement: Singularity and Difference in the Critical Writing on Eva Hesse in Griselda Pollock with Vanessa Corby (eds), Encountering Eva Hesse, Londres i Múnic: Prestel, 2006.
- (Editat amb Joyce Zemans), Museums after Modernism, Boston: Blackwells, 2007.
- Encounters in the Virtual Feminist Museum Time, Space and the Archive, Londres: Routledge, 2007. ISBN 978-0-415-41374-9
- (Editat amb Victoria Turvey-Sauron), The Sacred and the Feminine, Londres: I.B. Tauris, 2008.
- Digital and Other Virtualities: Renegotiating the Image, editat per Griselda Pollock i Antony Bryant, I.B. Tauris, 2010. 9781845115685.
- After-effects/After-images: Trauma and aesthetic transformation in the Virtual Feminist Museum, Manchester: Manchester University Press, 2013. 978-0-7190-8798-1
- Charlotte Salomon and the Theatre of Memory, Yale University Press, 2018. ISBN 978-0300100723.